# Ахмеров, Ильдар Фердинандович
Ильдар Фердинандович Ахмеров (род. 7 августа 1965, Казань) — российский военачальник. Начальник штаба — первый заместитель командующего Черноморским флотом ВМФ Российской Федерации с 2024 года, вице-адмирал (2024).

## Биография
Родился 7 августа 1965 года в Казани.
Окончил Тихоокеанское высшее военно-морское училище имени С. О. Макарова (1982—1987), Военно-морскую академию имени Адмирала Флота Советского Союза Н. Г. Кузнецова (2001—2003), Военную академию Генерального штаба Вооружённых сил РФ (2012—2013).
Службу проходил командиром группы боевой части управления сторожевого корабля «Сторожевой» (1987—1994), командиром радиотехнической боевой части большого противолодочного корабля «Адмирал Трибуц» (1994—1997), старшим помощником командира большого противолодочного корабля «Адмирал Пантелеев» (1997—2001), командиром большого противолодочного корабля «Адмирал Виноградов» (с 2003 года), начальником штаба (до 2008 года) и командиром (2008—2011) 44-й бригады противолодочных кораблей, заместителем командующего Приморской флотилией разнородных сил Тихоокеанского флота (2011—2012), начальником штаба (2013—2014) и командующим (2014—2015) Каспийской флотилией, начальником штаба — первым заместителем командующего Кольской флотилии разнородных сил Северного флота (с мая 2015).
18 февраля 2021 года присвоено воинское звание контр-адмирал.
На 2023 год — заместитель командующего Черноморским флотом, с 2024 года — начальник штаба — первый заместитель командующего Черноморским флотом.
9 декабря 2024 года присвоено воинское звание вице-адмирал.
Женат, имеет двоих дочерей.

## Награды
- Орден «За заслуги перед Отечеством» 4-й степени (7.02.2010)[6],
- Орден «За военные заслуги»,
- Орден «За морские заслуги»,
- Медали СССР и РФ.